# Хороцево
Хороцево (укр. Хороцеве) — село в Белоберёзской сельской общине Верховинского района Ивано-Франковской области Украины.
Население по переписи 2001 года составляло 476 человек. Занимает площадь 49 км². Почтовый индекс — 78714. Телефонный код — 03432.